# Lancia Theta
 (août 2022).
Si vous disposez d'ouvrages ou d'articles de référence ou si vous connaissez des sites web de qualité traitant du thème abordé ici, merci de compléter l'article en donnant les références utiles à sa vérifiabilité et en les liant à la section « Notes et références ».
La Theta 35 HP (Tipo 61) est une automobile fabriquée par le constructeur italien Lancia de 1913 à 1919.
La nouvelle voiture a été exposée au Salon de l'automobile de Londres à l'automne 1913 et commercialisée en fin de la même année. Cette voiture connaîtra une très longue carrière pour l'époque ; elle traversera toute la période de la première guerre mondiale en restant en production même pendant les années du conflit. Sa fabrication s'arrêtera en fin d'année 1919, après la fin de la guerre et sera remplacée par la Kappa. Le nombre d'exemplaires construits est remarquable : 1 696 exemplaires d'un modèle de luxe.
C'est grâce à cette automobile que la marque Lancia acquit une notoriété mondiale. Elle sera largement exportée, notamment en Angleterre et aux États-Unis.
La Theta sera le premier modèle Lancia à connaître un succès énorme, pour l'époque, dans le domaine des voitures de luxe puissantes et rapides. La Theta restera dans l'histoire automobile comme la première voiture à disposer en série d'une installation électrique complète. L'installation fonctionnait sous une tension de six volts et comprenait entre autres, un moteur de démarrage (avec une commande au pied), un générateur, deux phares de cinquante watts, deux lumières supplémentaires, une lumière à l'arrière et l'éclairage du tableau de bord, et disposait d'un klaxon. Vincenzo Lancia était tellement convaincu de son invention qu'il supprima la manivelle de démarrage (gardé en France sur les Renault 4CV et Citroën 2 CV jusqu'en 1990).
Le système de freinage était toujours construit selon le schéma de deux circuits distincts (un levier qui agissait sur les roues arrière et une pédale qui agissait sur la transmission) mais, sur la Lancia Theta, l'efficacité du système a été nettement augmentée et Lancia breveta un nouveau système qui faisait également intervenir la boîte de vitesses qui était munie d'une chaine pour pousser le ferodo contre le tambour avec une pression uniforme sur toute la surface de contact.
Le moteur monté sur la Theta était un quatre cylindres de presque cinq litres de cylindrée dont la version industrielle équipait le camion Z de 1912 et l'automitrailleuse 1Z/1ZM de 1915 produits par la division Lancia V.I. ainsi que plusieurs autobus. Ce moteur avait acquis une forte réputation de fiabilité, robustesse et puissance ; il développait 70 ch. Il permit à la Theta d'atteindre la vitesse de 120 km/h, malgré le poids élevé de la voiture.
Comme toujours chez Lancia à cette époque, le client pouvait choisir parmi deux empattements — 310 ou 337 cm — et l'inclinaison de la colonne de direction (brevet Lancia) (34°, 37° ou 40°).

## Caractéristiques techniques
- Période de fabrication : 1913 - 1919.
- Moteur : Tipo 61 ; moteur placé longitudinalement à l'avant, quatre cylindres en ligne, monobloc, alésage 110 mm, course 130 mm, cylindrée 4 941,72 cm3, culasse fixe, bloc en alliage d'aluminium, distribution à soupapes latérales (deux soupapes par cylindre) commandées par un arbre à cames latéral (dans le bloc) ; arbre moteur sur trois paliers ; taux de compression 5,2:1, puissance maxi 70 ch à 2 200 tr/min ; alimentation par pompe et carburateur vertical monocorps Lancia ; allumage à magnéto à haute tension avec avance réglable manuellement ; lubrification forcée, capacité du circuit de lubrification 10 L ; refroidissement par liquide, circulation forcée, radiateur à tubes à ailettes, ventilateur mécanique.
- Installation électrique : 6 V, dynamo 12,5 Ah, batterie 120 Ah.
- Transmission : arbre de transmission avec cardans, traction sur les roues arrière ; embrayage multidisque à sec (neuf couples de disques) ; boîte de vitesses en alliage d'aluminium à quatre rapports plus marche arrière, levier latéral ; rapports de boîte : 4,651:1 en 1re, 2,326:1 en 2e, 1,550:1 en 3e, prise directe (1:1) en 4e, 3,521:1 en marche arrière ; rapport de réduction final (engrenages coniques) 3,0625:1 (16/49), ou en option 3,467:1 (15/52) ou 3,600:1 (15/54).
- Suspensions : essieux rigides avant et arrière avec lames longitudinales semi-elliptiques.
- Freins : frein mécanique au pied agissant sur la transmission et frein à main mécanique sur les roues arrière.
- Roues et pneumatiques : roues en bois, en option jantes en acier ou à rayons ; pneumatiques 820 x 120 ou 880 x 120.
- Direction : position de conduite à droite (conformément au code italien de l'époque même si on roulait à droite) ; direction à vis et galets. Colonne de direction avec trois angles différents, sur demande : 34°, 37° ou 40°.
- Réservoir d'essence : capacité 80 L.
- Châssis : en acier, longerons et traverses ; empattement 310 ou 337 cm, voies avant et arrière 133 cm ; longueur du châssis 465 cm ou 500 cm selon l'empattement choisi, largeur du châssis 161,5 cm et 161,9 sur châssis long ; poids du châssis en ordre de marche 1 060 kg.
- Prestations : vitesse maxi 120 km/h (26 km/h en 1re, 52 en 2e, 77 en 3e, 120 en 4e).
- Prix : 17 000 lires italiennes.
- Numérotation des châssis : du no 1800 au no 5154, mais la numérotation des châssis inclut également les châssis des camions Jota et Djota, soit 1 696 exemplaires fabriqués.